# Tour de Romandía 2025
La 78.ª edición de la Tour de Romandía es una carrera de ciclismo en ruta por etapas que se celebró entre el 29 de abril y el 4 de mayo de 2025 en Suiza con inicio en la población de Saint-Imier y final en la ciudad de Ginebra. El recorrido constó de 5 etapas y un prólogo sobre una distancia total de 683,34 km.
La carrera formó parte del circuito UCI WorldTour 2025, calendario ciclístico de máximo nivel mundial, siendo la vigésima carrera de dicho circuito. El vencedor fue el portugués João Almeida del UAE Emirates XRG, quien estuvo acompañado en el podio por el francés Lenny Martinez del Bahrain Victorious y el australiano Jay Vine del UAE Emirates XRG, segundo y tercer clasificado respectivamente.

## Equipos participantes
Tomaron parte en la carrera 20 equipos: 18 de categoría UCI WorldTeam y 2 UCI ProTeam invitado por la organización. Forman así un pelotón de 140 ciclistas de los que finalizaron 108. Los equipos participantes fueron:
| WorldTeams (18)- Alpecin-Deceuninck - Arkéa-B&B Hotels - Bahrain-Victorious - Cofidis - Decathlon AG2R La Mondiale Team - EF Education-EasyPost - Groupama-FDJ - Ineos Grenadiers - Intermarché-Wanty - Lidl-Trek - Movistar Team - Red Bull-BORA-hansgrohe - Soudal Quick-Step - Team Jayco AlUla - Team Picnic-PostNL - Team Visma \| Lease a Bike - UAE Team Emirates XRG - XDS Astana Team ProTeams (2)- Lotto - Tudor Pro Cycling Team |
| |

## Recorrido
El Tour de Romandía dispuso de seis etapas divididas en un prólogo en la jornada inaugural, tres etapas de media montaña, una etapa de montaña, y una contrarreloj individual el cuarto día, para un recorrido total de 683,34 kilómetros y 10 757 metros de desnivel positivo.
| Etapa     | Fecha     | Recorrido                             | type                    | Distancia (km) | Desnivel (m) | Ganador           | Líder           |
| --------- | --------- | ------------------------------------- | ----------------------- | -------------- | ------------ | ----------------- | --------------- |
| Prólogo   | 29 de abr | Saint-Imier – Saint-Imier             | prólogo                 | 3,4            | 42 m         | Samuel Watson     | Samuel Watson   |
| 1.ª etapa | 30 de abr | Münchenstein – Friburgo               | etapa escarpada         | 194,3          | 3224 m       | Matthew Brennan   | Matthew Brennan |
| 2.ª etapa | 1 de may  | La Grande Béroche – La Grande Béroche | etapa escarpada         | 157            | 2753 m       | Lorenzo Fortunato | Alex Baudin     |
| 3.ª etapa | 2 de may  | Cossonay – Cossonay                   | etapa escarpada         | 183,1          | 2457 m       | Jay Vine          | Alex Baudin     |
| 4.ª etapa | 3 de may  | Sion – Thyon                          | etapa de montaña        | 128            | 4183 m       | Lenny Martinez    | Lenny Martinez  |
| 5.ª etapa | 4 de may  | Ginebra – Ginebra                     | contrarreloj individual | 17,1           | 228 m        | Remco Evenepoel   | João Almeida    |

## Desarrollo de la carrera

### Prólogo
| Saint-Imier - Saint-Imier | prólogo | (3,4 km) |

| \| Clasificación de la etapa \| Clasificación de la etapa \| Clasificación de la etapa \| Clasificación de la etapa \| Clasificación de la etapa \| \| Ciclista \| Ciclista \| Equipo \| Tiempo \| \| \| ------------------------- \| ------------------------- \| -------------------------- \| ------------------------- \| ------------------------- \| \| 1.º \| Samuel Watson \| Ineos Grenadiers \| 4 min 33 s \| \| \| 2.º \| Ivo Oliveira \| UAE Team Emirates XRG \| + 0 s \| \| \| 3.º \| Iván Romeo \| Movistar Team \| + 3 s \| \| \| 4.º \| Stefan Bissegger \| Decathlon-AG2R La Mondiale \| + 3 s \| \| \| 5.º \| Maikel Zijlaard \| Tudor Pro Cycling Team \| + 3 s \| \| \| 6.º \| Stefan Küng \| Groupama-FDJ \| + 4 s \| \| \| 7.º \| Thibault Guernalec \| Arkéa-B&B Hotels \| + 4 s \| \| \| 8.º \| Remco Evenepoel \| Soudal Quick-Step \| + 4 s \| \| \| 9.º \| Jay Vine \| UAE Team Emirates XRG \| + 5 s \| \| \| 10.º \| Jan Christen \| UAE Team Emirates XRG \| + 5 s \| \| |                    |                            |            |
| |                    |                            |            |
| |                    |                            |            |
| Clasificación de la etapa |                    |                            |            |
| Ciclista | Ciclista           | Equipo                     | Tiempo     |
| 1.º | Samuel Watson      | Ineos Grenadiers           | 4 min 33 s |
| 2.º | Ivo Oliveira       | UAE Team Emirates XRG      | + 0 s      |
| 3.º | Iván Romeo         | Movistar Team              | + 3 s      |
| 4.º | Stefan Bissegger   | Decathlon-AG2R La Mondiale | + 3 s      |
| 5.º | Maikel Zijlaard    | Tudor Pro Cycling Team     | + 3 s      |
| 6.º | Stefan Küng        | Groupama-FDJ               | + 4 s      |
| 7.º | Thibault Guernalec | Arkéa-B&B Hotels           | + 4 s      |
| 8.º | Remco Evenepoel    | Soudal Quick-Step          | + 4 s      |
| 9.º | Jay Vine           | UAE Team Emirates XRG      | + 5 s      |
| 10.º | Jan Christen       | UAE Team Emirates XRG      | + 5 s      |

| \| Clasificación general \| Clasificación general \| Clasificación general \| Clasificación general \| Clasificación general \| \| Ciclista \| Ciclista \| Equipo \| Tiempo \| \| \| --------------------- \| --------------------- \| -------------------------- \| --------------------- \| --------------------- \| \| 1.º \| Samuel Watson \| Ineos Grenadiers \| 4 min 33 s \| \| \| 2.º \| Ivo Oliveira \| UAE Team Emirates XRG \| + 0 s \| \| \| 3.º \| Iván Romeo \| Movistar Team \| + 3 s \| \| \| 4.º \| Stefan Bissegger \| Decathlon-AG2R La Mondiale \| + 3 s \| \| \| 5.º \| Maikel Zijlaard \| Tudor Pro Cycling Team \| + 3 s \| \| \| 6.º \| Stefan Küng \| Groupama-FDJ \| + 4 s \| \| \| 7.º \| Thibault Guernalec \| Arkéa-B&B Hotels \| + 4 s \| \| \| 8.º \| Remco Evenepoel \| Soudal Quick-Step \| + 4 s \| \| \| 9.º \| Jay Vine \| UAE Team Emirates XRG \| + 5 s \| \| \| 10.º \| Jan Christen \| UAE Team Emirates XRG \| + 5 s \| \| |                    |                            |            |
| |                    |                            |            |
| |                    |                            |            |
| Clasificación general |                    |                            |            |
| Ciclista | Ciclista           | Equipo                     | Tiempo     |
| 1.º | Samuel Watson      | Ineos Grenadiers           | 4 min 33 s |
| 2.º | Ivo Oliveira       | UAE Team Emirates XRG      | + 0 s      |
| 3.º | Iván Romeo         | Movistar Team              | + 3 s      |
| 4.º | Stefan Bissegger   | Decathlon-AG2R La Mondiale | + 3 s      |
| 5.º | Maikel Zijlaard    | Tudor Pro Cycling Team     | + 3 s      |
| 6.º | Stefan Küng        | Groupama-FDJ               | + 4 s      |
| 7.º | Thibault Guernalec | Arkéa-B&B Hotels           | + 4 s      |
| 8.º | Remco Evenepoel    | Soudal Quick-Step          | + 4 s      |
| 9.º | Jay Vine           | UAE Team Emirates XRG      | + 5 s      |
| 10.º | Jan Christen       | UAE Team Emirates XRG      | + 5 s      |

### 1.ª etapa
| Münchenstein - Friburgo | etapa escarpada | (194,3 km) |

| \| Clasificación de la etapa \| Clasificación de la etapa \| Clasificación de la etapa \| Clasificación de la etapa \| Clasificación de la etapa \| \| Ciclista \| Ciclista \| Equipo \| Tiempo \| \| \| ------------------------- \| ------------------------- \| -------------------------- \| ------------------------- \| ------------------------- \| \| 1.º \| Matthew Brennan \| Team Visma \\| Lease a Bike \| 4 h 42 min 32 s \| \| \| 2.º \| Aurélien Paret-Peintre \| Decathlon-AG2R La Mondiale \| + 0 s \| \| \| 3.º \| Artem Shmidt \| Ineos Grenadiers \| + 0 s \| \| \| 4.º \| Huub Artz \| Intermarché-Wanty \| + 0 s \| \| \| 5.º \| Clément Venturini \| Arkéa-B&B Hotels \| + 0 s \| \| \| 6.º \| Oscar Onley \| Team Picnic-PostNL \| + 0 s \| \| \| 7.º \| Clément Champoussin \| XDS Astana Team \| + 0 s \| \| \| 8.º \| Milan Menten \| Lotto \| + 0 s \| \| \| 9.º \| Ramses Debruyne \| Alpecin-Deceuninck \| + 0 s \| \| \| 10.º \| Benjamin Swift \| Ineos Grenadiers \| + 0 s \| \| |                        |                            |                 |
| |                        |                            |                 |
| |                        |                            |                 |
| Clasificación de la etapa |                        |                            |                 |
| Ciclista | Ciclista               | Equipo                     | Tiempo          |
| 1.º | Matthew Brennan        | Team Visma \| Lease a Bike | 4 h 42 min 32 s |
| 2.º | Aurélien Paret-Peintre | Decathlon-AG2R La Mondiale | + 0 s           |
| 3.º | Artem Shmidt           | Ineos Grenadiers           | + 0 s           |
| 4.º | Huub Artz              | Intermarché-Wanty          | + 0 s           |
| 5.º | Clément Venturini      | Arkéa-B&B Hotels           | + 0 s           |
| 6.º | Oscar Onley            | Team Picnic-PostNL         | + 0 s           |
| 7.º | Clément Champoussin    | XDS Astana Team            | + 0 s           |
| 8.º | Milan Menten           | Lotto                      | + 0 s           |
| 9.º | Ramses Debruyne        | Alpecin-Deceuninck         | + 0 s           |
| 10.º | Benjamin Swift         | Ineos Grenadiers           | + 0 s           |

| \| Clasificación general \| Clasificación general \| Clasificación general \| Clasificación general \| Clasificación general \| \| Ciclista \| Ciclista \| Equipo \| Tiempo \| \| \| --------------------- \| ---------------------- \| -------------------------- \| --------------------- \| --------------------- \| \| 1.º \| Matthew Brennan \| Team Visma \\| Lease a Bike \| 4 h 47 min 02 s \| \| \| 2.º \| Samuel Watson \| Ineos Grenadiers \| + 3 s \| \| \| 3.º \| Ivo Oliveira \| UAE Team Emirates XRG \| + 3 s \| \| \| 4.º \| Artem Shmidt \| Ineos Grenadiers \| + 5 s \| \| \| 5.º \| Iván Romeo \| Movistar Team \| + 6 s \| \| \| 6.º \| Stefan Küng \| Groupama-FDJ \| + 7 s \| \| \| 7.º \| Thibault Guernalec \| Arkéa-B&B Hotels \| + 7 s \| \| \| 8.º \| Aurélien Paret-Peintre \| Decathlon-AG2R La Mondiale \| + 7 s \| \| \| 9.º \| Remco Evenepoel \| Soudal Quick-Step \| + 7 s \| \| \| 10.º \| Jay Vine \| UAE Team Emirates XRG \| + 8 s \| \| |                        |                            |                 |
| |                        |                            |                 |
| |                        |                            |                 |
| Clasificación general |                        |                            |                 |
| Ciclista | Ciclista               | Equipo                     | Tiempo          |
| 1.º | Matthew Brennan        | Team Visma \| Lease a Bike | 4 h 47 min 02 s |
| 2.º | Samuel Watson          | Ineos Grenadiers           | + 3 s           |
| 3.º | Ivo Oliveira           | UAE Team Emirates XRG      | + 3 s           |
| 4.º | Artem Shmidt           | Ineos Grenadiers           | + 5 s           |
| 5.º | Iván Romeo             | Movistar Team              | + 6 s           |
| 6.º | Stefan Küng            | Groupama-FDJ               | + 7 s           |
| 7.º | Thibault Guernalec     | Arkéa-B&B Hotels           | + 7 s           |
| 8.º | Aurélien Paret-Peintre | Decathlon-AG2R La Mondiale | + 7 s           |
| 9.º | Remco Evenepoel        | Soudal Quick-Step          | + 7 s           |
| 10.º | Jay Vine               | UAE Team Emirates XRG      | + 8 s           |

### 2.ª etapa
| La Grande Béroche - La Grande Béroche | etapa escarpada | (157 km) |

| \| Clasificación de la etapa \| Clasificación de la etapa \| Clasificación de la etapa \| Clasificación de la etapa \| Clasificación de la etapa \| \| Ciclista \| Ciclista \| Equipo \| Tiempo \| \| \| ------------------------- \| ------------------------- \| ------------------------- \| ------------------------- \| ------------------------- \| \| 1.º \| Lorenzo Fortunato \| XDS Astana Team \| 3 h 54 min 40 s \| \| \| 2.º \| Alex Baudin \| EF Education-EasyPost \| + 2 s \| \| \| 3.º \| William Junior Lecerf \| Soudal Quick-Step \| + 2 s \| \| \| 4.º \| Lennert Van Eetvelt \| Lotto \| + 2 s \| \| \| 5.º \| Juan Pedro López \| Lidl-Trek \| + 2 s \| \| \| 6.º \| Remco Evenepoel \| Soudal Quick-Step \| + 56 s \| \| \| 7.º \| Harold Tejada \| XDS Astana Team \| + 56 s \| \| \| 8.º \| Javier Romo \| Movistar Team \| + 56 s \| \| \| 9.º \| Cristián Rodríguez \| Arkéa-B&B Hotels \| + 56 s \| \| \| 10.º \| Edward Dunbar \| Team Jayco AlUla \| + 56 s \| \| |                       |                       |                 |
| |                       |                       |                 |
| |                       |                       |                 |
| Clasificación de la etapa |                       |                       |                 |
| Ciclista | Ciclista              | Equipo                | Tiempo          |
| 1.º | Lorenzo Fortunato     | XDS Astana Team       | 3 h 54 min 40 s |
| 2.º | Alex Baudin           | EF Education-EasyPost | + 2 s           |
| 3.º | William Junior Lecerf | Soudal Quick-Step     | + 2 s           |
| 4.º | Lennert Van Eetvelt   | Lotto                 | + 2 s           |
| 5.º | Juan Pedro López      | Lidl-Trek             | + 2 s           |
| 6.º | Remco Evenepoel       | Soudal Quick-Step     | + 56 s          |
| 7.º | Harold Tejada         | XDS Astana Team       | + 56 s          |
| 8.º | Javier Romo           | Movistar Team         | + 56 s          |
| 9.º | Cristián Rodríguez    | Arkéa-B&B Hotels      | + 56 s          |
| 10.º | Edward Dunbar         | Team Jayco AlUla      | + 56 s          |

| \| Clasificación general \| Clasificación general \| Clasificación general \| Clasificación general \| Clasificación general \| \| Ciclista \| Ciclista \| Equipo \| Tiempo \| \| \| --------------------- \| --------------------- \| --------------------- \| --------------------- \| --------------------- \| \| 1.º \| Alex Baudin \| EF Education-EasyPost \| 8 h 41 min 53 s \| \| \| 2.º \| William Junior Lecerf \| Soudal Quick-Step \| + 5 s \| \| \| 3.º \| Lennert Van Eetvelt \| Lotto \| + 6 s \| \| \| 4.º \| Lorenzo Fortunato \| XDS Astana Team \| + 17 s \| \| \| 5.º \| Juan Pedro López \| Lidl-Trek \| + 17 s \| \| \| 6.º \| Remco Evenepoel \| Soudal Quick-Step \| + 52 s \| \| \| 7.º \| Jay Vine \| UAE Team Emirates XRG \| + 53 s \| \| \| 8.º \| João Almeida \| UAE Team Emirates XRG \| + 53 s \| \| \| 9.º \| Lenny Martinez \| Bahrain Victorious \| + 56 s \| \| \| 10.º \| Harold Tejada \| XDS Astana Team \| + 56 s \| \| |                       |                       |                 |
| |                       |                       |                 |
| |                       |                       |                 |
| Clasificación general |                       |                       |                 |
| Ciclista | Ciclista              | Equipo                | Tiempo          |
| 1.º | Alex Baudin           | EF Education-EasyPost | 8 h 41 min 53 s |
| 2.º | William Junior Lecerf | Soudal Quick-Step     | + 5 s           |
| 3.º | Lennert Van Eetvelt   | Lotto                 | + 6 s           |
| 4.º | Lorenzo Fortunato     | XDS Astana Team       | + 17 s          |
| 5.º | Juan Pedro López      | Lidl-Trek             | + 17 s          |
| 6.º | Remco Evenepoel       | Soudal Quick-Step     | + 52 s          |
| 7.º | Jay Vine              | UAE Team Emirates XRG | + 53 s          |
| 8.º | João Almeida          | UAE Team Emirates XRG | + 53 s          |
| 9.º | Lenny Martinez        | Bahrain Victorious    | + 56 s          |
| 10.º | Harold Tejada         | XDS Astana Team       | + 56 s          |

### 3.ª etapa
| Cossonay - Cossonay | etapa escarpada | (183,1 km) |

| \| Clasificación de la etapa \| Clasificación de la etapa \| Clasificación de la etapa \| Clasificación de la etapa \| Clasificación de la etapa \| \| Ciclista \| Ciclista \| Equipo \| Tiempo \| \| \| ------------------------- \| ------------------------- \| -------------------------- \| ------------------------- \| ------------------------- \| \| 1.º \| Jay Vine \| UAE Team Emirates XRG \| 4 h 03 min 35 s \| \| \| 2.º \| Lenny Martinez \| Bahrain Victorious \| + 2 s \| \| \| 3.º \| João Almeida \| UAE Team Emirates XRG \| + 2 s \| \| \| 4.º \| Louis Barré \| Intermarché-Wanty \| + 2 s \| \| \| 5.º \| Alberto Bettiol \| XDS Astana Team \| + 2 s \| \| \| 6.º \| Javier Romo \| Movistar Team \| + 2 s \| \| \| 7.º \| Remco Evenepoel \| Soudal Quick-Step \| + 2 s \| \| \| 8.º \| Aurélien Paret-Peintre \| Decathlon-AG2R La Mondiale \| + 2 s \| \| \| 9.º \| Oscar Onley \| Team Picnic-PostNL \| + 2 s \| \| \| 10.º \| Mathys Rondel \| Tudor Pro Cycling Team \| + 2 s \| \| |                        |                            |                 |
| |                        |                            |                 |
| |                        |                            |                 |
| Clasificación de la etapa |                        |                            |                 |
| Ciclista | Ciclista               | Equipo                     | Tiempo          |
| 1.º | Jay Vine               | UAE Team Emirates XRG      | 4 h 03 min 35 s |
| 2.º | Lenny Martinez         | Bahrain Victorious         | + 2 s           |
| 3.º | João Almeida           | UAE Team Emirates XRG      | + 2 s           |
| 4.º | Louis Barré            | Intermarché-Wanty          | + 2 s           |
| 5.º | Alberto Bettiol        | XDS Astana Team            | + 2 s           |
| 6.º | Javier Romo            | Movistar Team              | + 2 s           |
| 7.º | Remco Evenepoel        | Soudal Quick-Step          | + 2 s           |
| 8.º | Aurélien Paret-Peintre | Decathlon-AG2R La Mondiale | + 2 s           |
| 9.º | Oscar Onley            | Team Picnic-PostNL         | + 2 s           |
| 10.º | Mathys Rondel          | Tudor Pro Cycling Team     | + 2 s           |

| \| Clasificación general \| Clasificación general \| Clasificación general \| Clasificación general \| Clasificación general \| \| Ciclista \| Ciclista \| Equipo \| Tiempo \| \| \| --------------------- \| --------------------- \| --------------------- \| --------------------- \| --------------------- \| \| 1.º \| Alex Baudin \| EF Education-EasyPost \| 12 h 45 min 30 s \| \| \| 2.º \| William Junior Lecerf \| Soudal Quick-Step \| + 5 s \| \| \| 3.º \| Lennert Van Eetvelt \| Lotto \| + 6 s \| \| \| 4.º \| Lorenzo Fortunato \| XDS Astana Team \| + 17 s \| \| \| 5.º \| Juan Pedro López \| Lidl-Trek \| + 17 s \| \| \| 6.º \| Jay Vine \| UAE Team Emirates XRG \| + 41 s \| \| \| 7.º \| João Almeida \| UAE Team Emirates XRG \| + 50 s \| \| \| 8.º \| Lenny Martinez \| Bahrain Victorious \| + 50 s \| \| \| 9.º \| Remco Evenepoel \| Soudal Quick-Step \| + 52 s \| \| \| 10.º \| Harold Tejada \| XDS Astana Team \| + 56 s \| \| |                       |                       |                  |
| |                       |                       |                  |
| |                       |                       |                  |
| Clasificación general |                       |                       |                  |
| Ciclista | Ciclista              | Equipo                | Tiempo           |
| 1.º | Alex Baudin           | EF Education-EasyPost | 12 h 45 min 30 s |
| 2.º | William Junior Lecerf | Soudal Quick-Step     | + 5 s            |
| 3.º | Lennert Van Eetvelt   | Lotto                 | + 6 s            |
| 4.º | Lorenzo Fortunato     | XDS Astana Team       | + 17 s           |
| 5.º | Juan Pedro López      | Lidl-Trek             | + 17 s           |
| 6.º | Jay Vine              | UAE Team Emirates XRG | + 41 s           |
| 7.º | João Almeida          | UAE Team Emirates XRG | + 50 s           |
| 8.º | Lenny Martinez        | Bahrain Victorious    | + 50 s           |
| 9.º | Remco Evenepoel       | Soudal Quick-Step     | + 52 s           |
| 10.º | Harold Tejada         | XDS Astana Team       | + 56 s           |

### 4.ª etapa
| Sion - Thyon | etapa de montaña | (128 km) |

| \| Clasificación de la etapa \| Clasificación de la etapa \| Clasificación de la etapa \| Clasificación de la etapa \| Clasificación de la etapa \| \| Ciclista \| Ciclista \| Equipo \| Tiempo \| \| \| ------------------------- \| ------------------------- \| -------------------------- \| ------------------------- \| ------------------------- \| \| 1.º \| Lenny Martinez \| Bahrain Victorious \| 3 h 43 min 46 s \| \| \| 2.º \| João Almeida \| UAE Team Emirates XRG \| + 0 s \| \| \| 3.º \| Lorenzo Fortunato \| XDS Astana Team \| + 29 s \| \| \| 4.º \| Jay Vine \| UAE Team Emirates XRG \| + 31 s \| \| \| 5.º \| Carlos Rodríguez \| Ineos Grenadiers \| + 31 s \| \| \| 6.º \| Cristián Rodríguez \| Arkéa-B&B Hotels \| + 1 min 11 s \| \| \| 7.º \| Mathys Rondel \| Tudor Pro Cycling Team \| + 1 min 13 s \| \| \| 8.º \| Jørgen Nordhagen \| Team Visma \\| Lease a Bike \| + 1 min 17 s \| \| \| 9.º \| Sergio Higuita \| XDS Astana Team \| + 1 min 29 s \| \| \| 10.º \| William Junior Lecerf \| Soudal Quick-Step \| + 1 min 29 s \| \| |                       |                            |                 |
| |                       |                            |                 |
| |                       |                            |                 |
| Clasificación de la etapa |                       |                            |                 |
| Ciclista | Ciclista              | Equipo                     | Tiempo          |
| 1.º | Lenny Martinez        | Bahrain Victorious         | 3 h 43 min 46 s |
| 2.º | João Almeida          | UAE Team Emirates XRG      | + 0 s           |
| 3.º | Lorenzo Fortunato     | XDS Astana Team            | + 29 s          |
| 4.º | Jay Vine              | UAE Team Emirates XRG      | + 31 s          |
| 5.º | Carlos Rodríguez      | Ineos Grenadiers           | + 31 s          |
| 6.º | Cristián Rodríguez    | Arkéa-B&B Hotels           | + 1 min 11 s    |
| 7.º | Mathys Rondel         | Tudor Pro Cycling Team     | + 1 min 13 s    |
| 8.º | Jørgen Nordhagen      | Team Visma \| Lease a Bike | + 1 min 17 s    |
| 9.º | Sergio Higuita        | XDS Astana Team            | + 1 min 29 s    |
| 10.º | William Junior Lecerf | Soudal Quick-Step          | + 1 min 29 s    |

| \| Clasificación general \| Clasificación general \| Clasificación general \| Clasificación general \| Clasificación general \| \| Ciclista \| Ciclista \| Equipo \| Tiempo \| \| \| --------------------- \| --------------------- \| ---------------------- \| --------------------- \| --------------------- \| \| 1.º \| Lenny Martinez \| Bahrain Victorious \| 16 h 29 min 56 s \| \| \| 2.º \| Lorenzo Fortunato \| XDS Astana Team \| + 2 s \| \| \| 3.º \| João Almeida \| UAE Team Emirates XRG \| + 3 s \| \| \| 4.º \| Jay Vine \| UAE Team Emirates XRG \| + 32 s \| \| \| 5.º \| William Junior Lecerf \| Soudal Quick-Step \| + 54 s \| \| \| 6.º \| Carlos Rodríguez \| Ineos Grenadiers \| + 54 s \| \| \| 7.º \| Juan Pedro López \| Lidl-Trek \| + 1 min 06 s \| \| \| 8.º \| Mathys Rondel \| Tudor Pro Cycling Team \| + 1 min 37 s \| \| \| 9.º \| Remco Evenepoel \| Soudal Quick-Step \| + 1 min 41 s \| \| \| 10.º \| Cristián Rodríguez \| Arkéa-B&B Hotels \| + 1 min 46 s \| \| |                       |                        |                  |
| |                       |                        |                  |
| |                       |                        |                  |
| Clasificación general |                       |                        |                  |
| Ciclista | Ciclista              | Equipo                 | Tiempo           |
| 1.º | Lenny Martinez        | Bahrain Victorious     | 16 h 29 min 56 s |
| 2.º | Lorenzo Fortunato     | XDS Astana Team        | + 2 s            |
| 3.º | João Almeida          | UAE Team Emirates XRG  | + 3 s            |
| 4.º | Jay Vine              | UAE Team Emirates XRG  | + 32 s           |
| 5.º | William Junior Lecerf | Soudal Quick-Step      | + 54 s           |
| 6.º | Carlos Rodríguez      | Ineos Grenadiers       | + 54 s           |
| 7.º | Juan Pedro López      | Lidl-Trek              | + 1 min 06 s     |
| 8.º | Mathys Rondel         | Tudor Pro Cycling Team | + 1 min 37 s     |
| 9.º | Remco Evenepoel       | Soudal Quick-Step      | + 1 min 41 s     |
| 10.º | Cristián Rodríguez    | Arkéa-B&B Hotels       | + 1 min 46 s     |

### 5.ª etapa
| Ginebra - Ginebra | contrarreloj individual | (17,1 km) |

| \| Clasificación de la etapa \| Clasificación de la etapa \| Clasificación de la etapa \| Clasificación de la etapa \| Clasificación de la etapa \| \| Ciclista \| Ciclista \| Equipo \| Tiempo \| \| \| ------------------------- \| ------------------------- \| ------------------------- \| ------------------------- \| ------------------------- \| \| 1.º \| Remco Evenepoel \| Soudal Quick-Step \| 20 min 33 s \| \| \| 2.º \| João Almeida \| UAE Team Emirates XRG \| + 12 s \| \| \| 3.º \| Alberto Bettiol \| XDS Astana Team \| + 18 s \| \| \| 4.º \| Jay Vine \| UAE Team Emirates XRG \| + 24 s \| \| \| 5.º \| Aleksandr Vlásov \| Red Bull-Bora-Hansgrohe \| + 27 s \| \| \| 6.º \| Raúl García Pierna \| Arkéa-B&B Hotels \| + 32 s \| \| \| 7.º \| Thibault Guernalec \| Arkéa-B&B Hotels \| + 33 s \| \| \| 8.º \| Johan Price-Pejtersen \| Alpecin-Deceuninck \| + 38 s \| \| \| 9.º \| Rémi Cavagna \| Groupama-FDJ \| + 39 s \| \| \| 10.º \| Stefan Küng \| Groupama-FDJ \| + 39 s \| \| |                       |                         |             |
| |                       |                         |             |
| |                       |                         |             |
| Clasificación de la etapa |                       |                         |             |
| Ciclista | Ciclista              | Equipo                  | Tiempo      |
| 1.º | Remco Evenepoel       | Soudal Quick-Step       | 20 min 33 s |
| 2.º | João Almeida          | UAE Team Emirates XRG   | + 12 s      |
| 3.º | Alberto Bettiol       | XDS Astana Team         | + 18 s      |
| 4.º | Jay Vine              | UAE Team Emirates XRG   | + 24 s      |
| 5.º | Aleksandr Vlásov      | Red Bull-Bora-Hansgrohe | + 27 s      |
| 6.º | Raúl García Pierna    | Arkéa-B&B Hotels        | + 32 s      |
| 7.º | Thibault Guernalec    | Arkéa-B&B Hotels        | + 33 s      |
| 8.º | Johan Price-Pejtersen | Alpecin-Deceuninck      | + 38 s      |
| 9.º | Rémi Cavagna          | Groupama-FDJ            | + 39 s      |
| 10.º | Stefan Küng           | Groupama-FDJ            | + 39 s      |

## Clasificaciones finales
- Las clasificaciones finalizaron de la siguiente forma:[5]

### Clasificación general
| \| Clasificación general \| Clasificación general \| Clasificación general \| Clasificación general \| Clasificación general \| \| Ciclista \| Ciclista \| Equipo \| Tiempo \| \| \| --------------------- \| --------------------- \| ---------------------- \| --------------------- \| --------------------- \| \| 1.º \| João Almeida \| UAE Team Emirates XRG \| 16 h 49 min 04 s \| \| \| 2.º \| Lenny Martinez \| Bahrain Victorious \| + 26 s \| \| \| 3.º \| Jay Vine \| UAE Team Emirates XRG \| + 41 s \| \| \| 4.º \| Lorenzo Fortunato \| XDS Astana Team \| + 1 min 22 s \| \| \| 5.º \| Remco Evenepoel \| Soudal Quick-Step \| + 1 min 26 s \| \| \| 6.º \| Carlos Rodríguez \| Ineos Grenadiers \| + 1 min 31 s \| \| \| 7.º \| Juan Pedro López \| Lidl-Trek \| + 2 min 05 s \| \| \| 8.º \| William Junior Lecerf \| Soudal Quick-Step \| + 2 min 16 s \| \| \| 9.º \| Mathys Rondel \| Tudor Pro Cycling Team \| + 2 min 43 s \| \| \| 10.º \| Javier Romo \| Movistar Team \| + 2 min 58 s \| \| |                       |                        |                  |
| |                       |                        |                  |
| |                       |                        |                  |
| Clasificación general |                       |                        |                  |
| Ciclista | Ciclista              | Equipo                 | Tiempo           |
| 1.º | João Almeida          | UAE Team Emirates XRG  | 16 h 49 min 04 s |
| 2.º | Lenny Martinez        | Bahrain Victorious     | + 26 s           |
| 3.º | Jay Vine              | UAE Team Emirates XRG  | + 41 s           |
| 4.º | Lorenzo Fortunato     | XDS Astana Team        | + 1 min 22 s     |
| 5.º | Remco Evenepoel       | Soudal Quick-Step      | + 1 min 26 s     |
| 6.º | Carlos Rodríguez      | Ineos Grenadiers       | + 1 min 31 s     |
| 7.º | Juan Pedro López      | Lidl-Trek              | + 2 min 05 s     |
| 8.º | William Junior Lecerf | Soudal Quick-Step      | + 2 min 16 s     |
| 9.º | Mathys Rondel         | Tudor Pro Cycling Team | + 2 min 43 s     |
| 10.º | Javier Romo           | Movistar Team          | + 2 min 58 s     |

### Clasificación de los puntos
| Clasificación por puntos | Clasificación por puntos | Clasificación por puntos   | Clasificación por puntos | Clasificación por puntos |
| Ciclista                 | Ciclista                 | Equipo                     | Puntos                   |                          |
| ------------------------ | ------------------------ | -------------------------- | ------------------------ | ------------------------ |
| 1.º                      | Jay Vine                 | UAE Team Emirates XRG      | 97 pts                   |                          |
| 2.º                      | João Almeida             | UAE Team Emirates XRG      | 81 pts                   |                          |
| 3.º                      | Remco Evenepoel          | Soudal Quick-Step          | 73 pts                   |                          |
| 4.º                      | Lorenzo Fortunato        | XDS Astana Team            | 72 pts                   |                          |
| 5.º                      | Lenny Martinez           | Bahrain Victorious         | 68 pts                   |                          |
| 6.º                      | Matthew Brennan          | Team Visma \| Lease a Bike | 58 pts                   |                          |
| 7.º                      | Stefan Küng              | Groupama-FDJ               | 52 pts                   |                          |
| 8.º                      | Julien Bernard           | Lidl-Trek                  | 45 pts                   |                          |
| 9.º                      | Alex Baudin              | EF Education-EasyPost      | 45 pts                   |                          |
| 10.º                     | William Junior Lecerf    | Soudal Quick-Step          | 42 pts                   |                          |

### Clasificación de la montaña
| Clasificación de la montaña | Clasificación de la montaña | Clasificación de la montaña | Clasificación de la montaña | Clasificación de la montaña |
| Ciclista                    | Ciclista                    | Equipo                      | Puntos                      |                             |
| --------------------------- | --------------------------- | --------------------------- | --------------------------- | --------------------------- |
| 1.º                         | Ben Zwiehoff                | Red Bull-Bora-Hansgrohe     | 87 pts                      |                             |
| 2.º                         | Julien Bernard              | Lidl-Trek                   | 35 pts                      |                             |
| 3.º                         | Stefan Küng                 | Groupama-FDJ                | 25 pts                      |                             |
| 4.º                         | Hugh Carthy                 | EF Education-EasyPost       | 23 pts                      |                             |
| 5.º                         | Gerben Kuypers              | Intermarché-Wanty           | 20 pts                      |                             |
| 6.º                         | Louis Barré                 | Intermarché-Wanty           | 20 pts                      |                             |
| 7.º                         | João Almeida                | UAE Team Emirates XRG       | 19 pts                      |                             |
| 8.º                         | Lenny Martinez              | Bahrain Victorious          | 10 pts                      |                             |
| 9.º                         | Amanuel Ghebreigzabhier     | Lidl-Trek                   | 8 pts                       |                             |
| 10.º                        | Enzo Paleni                 | Groupama-FDJ                | 7 pts                       |                             |

### Clasificación de los jóvenes
| Clasificación del mejor joven | Clasificación del mejor joven | Clasificación del mejor joven | Clasificación del mejor joven | Clasificación del mejor joven |
| Ciclista                      | Ciclista                      | Equipo                        | Tiempo                        |                               |
| ----------------------------- | ----------------------------- | ----------------------------- | ----------------------------- | ----------------------------- |
| 1.º                           | Lenny Martinez                | Bahrain Victorious            | 16 h 51 min 10 s              |                               |
| 2.º                           | Remco Evenepoel               | Soudal Quick-Step             | + 1 min 00 s                  |                               |
| 3.º                           | Carlos Rodríguez              | Ineos Grenadiers              | + 1 min 05 s                  |                               |
| 4.º                           | William Junior Lecerf         | Soudal Quick-Step             | + 1 min 50 s                  |                               |
| 5.º                           | Mathys Rondel                 | Tudor Pro Cycling Team        | + 2 min 17 s                  |                               |
| 6.º                           | Johannes Staune-Mittet        | Decathlon-AG2R La Mondiale    | + 2 min 50 s                  |                               |
| 7.º                           | Jørgen Nordhagen              | Team Visma \| Lease a Bike    | + 3 min 15 s                  |                               |
| 8.º                           | Lennert Van Eetvelt           | Lotto                         | + 3 min 32 s                  |                               |
| 9.º                           | Oscar Onley                   | Team Picnic-PostNL            | + 3 min 38 s                  |                               |
| 10.º                          | Pablo Torres Arias            | UAE Team Emirates XRG         | + 6 min 11 s                  |                               |

### Clasificación por equipos
| Clasificación por equipos | Clasificación por equipos       | Clasificación por equipos | Clasificación por equipos |
| Equipo                    | Equipo                          | Tiempo                    |                           |
| ------------------------- | ------------------------------- | ------------------------- | ------------------------- |
| 1.º                       | UAE Team Emirates XRG           | 50 h 39 min 18 s          |                           |
| 2.º                       | XDS Astana Team                 | + 13 s                    |                           |
| 3.º                       | Decathlon AG2R La Mondiale Team | + 10 min 38 s             |                           |
| 4.º                       | Lidl-Trek                       | + 13 min 54 s             |                           |
| 5.º                       | Ineos Grenadiers                | + 14 min 52 s             |                           |

## Evolución de las clasificaciones
| Etapa                   |                         | Ganador _         | Clasificación general | Puntos          | Montaña      | Jóvenes         | Combatividad _   | Equipo _              | Mejor nacional   |
| ----------------------- | ----------------------- | ----------------- | --------------------- | --------------- | ------------ | --------------- | ---------------- | --------------------- | ---------------- |
| Prólogo                 | prólogo                 | Samuel Watson     | Samuel Watson         | Samuel Watson   | no otorgado  | Samuel Watson   | no otorgado      | UAE Team Emirates XRG | Stefan Bissegger |
| 1.ª etapa               | etapa escarpada         | Matthew Brennan   | Matthew Brennan       | Matthew Brennan | Ben Zwiehoff | Matthew Brennan | Samuel Watson    | UAE Team Emirates XRG | Stefan Küng      |
| 2.ª etapa               | etapa escarpada         | Lorenzo Fortunato | Alex Baudin           | Matthew Brennan | Ben Zwiehoff | Alex Baudin     | Juan Pedro López | XDS Astana Team       | Stefan Küng      |
| 3.ª etapa               | etapa escarpada         | Jay Vine          | Alex Baudin           | Jay Vine        | Ben Zwiehoff | Alex Baudin     | Juan Pedro López | XDS Astana Team       | Stefan Küng      |
| 4.ª etapa               | etapa de montaña        | Lenny Martinez    | Lenny Martinez        | Jay Vine        | Ben Zwiehoff | Lenny Martinez  | Louis Barré      | XDS Astana Team       | Roland Thalmann  |
| 5.ª etapa               | contrarreloj individual | Remco Evenepoel   | João Almeida          | Jay Vine        | Ben Zwiehoff | Lenny Martinez  | Stefan Küng      | UAE Team Emirates XRG | Roland Thalmann  |
| Clasificaciones finales | Clasificaciones finales |                   | João Almeida          | Jay Vine        | Ben Zwiehoff | Lenny Martinez  | Stefan Küng      | UAE Team Emirates XRG | Roland Thalmann  |

## Ciclistas participantes y posiciones finales
Convenciones:
- AB-N: Abandono en la etapa "N"
- FLT-N: Retiro por arribo fuera del límite de tiempo en la etapa "N"
- NTS-N: No tomó la salida para la etapa "N"
- DES-N: Descalificado o expulsado en la etapa "N"

## UCI World Ranking
El Tour de Romandía otorgó puntos para el UCI World Ranking para corredores de los equipos en las categorías UCI WorldTeam, UCI ProTeam y Continental. Las siguientes tablas son el baremo de puntuación y los diez corredores que obtuvieron más puntos:
| Posición              | 1.º | 2.º | 3.º | 4.º | 5.º | 6.º | 7.º | 8.º | 9.º | 10.º | 11.º | 12.º | 13.º | 14.º | 15.º | 16.º-20.º | 21.º-30.º | 31.º-50.º | 51.º-55.º | 56.º-60.º |
| Clasificación general | 500 | 400 | 325 | 275 | 225 | 175 | 150 | 125 | 100 | 85   | 70   | 60   | 50   | 40   | 35   | 30        | 20        | 10        | 5         | 3         |
| Por etapa             | 60  | 40  | 30  | 25  | 20  | 15  | 10  | 8   | 5   | 2    |      |      |      |      |      |           |           |           |           |           |
| Líder                 | 10  |     |     |     |     |     |     |     |     |      |      |      |      |      |      |           |           |           |           |           |

| Clasificación |                       |                    |         |       |       |       |
| Posición      | Ciclista              | Equipo             | General | Etapa | Líder | Total |
| ------------- | --------------------- | ------------------ | ------- | ----- | ----- | ----- |
| 1.º           | João Almeida          | UAE Emirates XRG   | 500     | 110   | -     | 610   |
| 2.º           | Lenny Martinez        | Bahrain Victorious | 400     | 100   | 10    | 510   |
| 3.º           | Jay Vine              | UAE Emirates XRG   | 325     | 115   | -     | 440   |
| 4.º           | Lorenzo Fortunato     | XDS Astana         | 275     | 90    | -     | 365   |
| 5.º           | Remco Evenepoel       | Soudal Quick-Step  | 225     | 93    | -     | 318   |
| 6.º           | Carlos Rodríguez      | INEOS Grenadiers   | 175     | 20    | -     | 195   |
| 7.º           | Juan Pedro López      | Lidl-Trek          | 150     | 20    | -     | 170   |
| 8.º           | William Junior Lecerf | Soudal Quick-Step  | 125     | 32    | -     | 157   |
| 9.º           | Mathys Rondel         | Tudor              | 100     | 12    | -     | 112   |
| 10.º          | Javier Romo           | Movistar           | 85      | 23    | -     | 108   |